# Оцеро
Оцеро (итал. Ozzero) је насеље у Италији у округу Милано, региону Ломбардија.
Према процени из 2011. у насељу је живело 1216 становника. Насеље се налази на надморској висини од 107 м.

## Становништво
Према резултатима пописа становништва 2011. у општини је живело 1.467 становника.
| 1931. | 1936. | 1951. | 1961. | 1971. | 1981. | 1991. | 2001. | 2011. |
| ----- | ----- | ----- | ----- | ----- | ----- | ----- | ----- | ----- |
| 1.190 | 1.174 | 1.352 | 1.186 | 1.126 | 1.283 | 1.294 | 1.347 | 1.467 |